# Saison 1986 de la Ligue canadienne de football
Chronologie
Saison précédente Saison suivante
1986 est la 29e saison de la Ligue canadienne de football et la 103e saison depuis la fondation de la Canadian Rugby Football Union en 1884.

## Événements
Le nombre de matchs en saison régulière passe de 16 à 18.
Les obstacles légaux étant levés, les Concordes de Montréal reprennent le nom des « Alouettes ».
La LCF introduit pour la première fois la règle du croisement (crossover rule). Cette règle a pour but de favoriser l'équité dans l'attribution des places en séries éliminatoires. La règle de 1986, qui était différente de celle qui a cours depuis 1996, s'énonçait comme suit : si l'équipe de quatrième position de la division A obtient plus de points au classement que l'équipe de troisième position de la division B, alors cette équipe sera qualifiée pour les séries éliminatoires et l'équipe de troisième position de la division B ne le sera pas. Les séries éliminatoires seront alors jouées comme ceci: dans la division A, deux demi-finales auront lieu, 1 contre 4 et 2 contre 3. Dans la division B, il y aura une finale entre 1 et 2, tenue sur deux matchs au total des points. Cette règle n'a été appliquée qu'une fois, en cette saison 1986, et a été révoquée l'année suivante, quand la LCF a été réduite à huit équipes.
Les zones des buts sont réduites à 20 verges de profond pour tous les stades. Elles étaient de cette dimension depuis 1983 au BC Place Stadium et cette configuration a été appréciée.

## Classements
| Clt   | Équipe                 | PJ | V  | D  | N | BP  | BC  | Pts |
| ----- | ---------------------- | -- | -- | -- | - | --- | --- | --- |
| +001, | Argonauts de Toronto   | 18 | 10 | 8  | 0 | 417 | 441 | 20  |
| +002, | Tiger-Cats de Hamilton | 18 | 9  | 8  | 1 | 405 | 366 | 19  |
| +003, | Alouettes de Montréal  | 18 | 4  | 14 | 0 | 320 | 500 | 8   |
| +004, | Rough Riders d'Ottawa  | 18 | 3  | 14 | 1 | 346 | 514 | 7   |

| Clt   | Équipe                           | PJ | V  | D  | N | BP  | BC  | Pts |
| ----- | -------------------------------- | -- | -- | -- | - | --- | --- | --- |
| +001, | Eskimos d'Edmonton               | 18 | 13 | 4  | 1 | 540 | 365 | 26  |
| +002, | Lions de la Colombie-Britannique | 18 | 12 | 6  | 0 | 441 | 410 | 24  |
| +003, | Blue Bombers de Winnipeg         | 18 | 11 | 7  | 0 | 545 | 387 | 20  |
| +004, | Stampeders de Calgary            | 18 | 11 | 7  | 0 | 484 | 380 | 10  |
| +005, | Roughriders de la Saskatchewan   | 18 | 6  | 11 | 1 | 382 | 517 | 6   |

## Séries éliminatoires

### Demi-finales de la division Ouest
- 15 novembre : Blue Bombers de Winnipeg 14 - Lions de la Colombie-Britannique 21
- 16 novembre : Stampeders de Calgary 18 - Eskimos d'Edmonton 27

### Finale de la division Ouest
- 23 novembre : Lions de la Colombie-Britannique 5 - Eskimos d'Edmonton 41

### Finale de la division Est
- 16 novembre : Argonauts de Toronto 31 - Tiger-Cats de Hamilton 17
- 23 novembre : Tiger-Cats de Hamilton 42 - Argonauts de Toronto 25

### 74ecoupe Grey
- 30 novembre : Les Tiger-Cats de Hamilton gagnent 39-15 contre les Eskimos d'Edmonton au BC Place Stadium à Vancouver (Colombie-Britannique).

## Honneurs individuels
- Trophée Schenley du meilleur joueur : James Murphy (en) (RÉ), Blue Bombers de Winnipeg
- Trophée Schenley du meilleur joueur défensif : James Parker (en) (AD), Lions de la Colombie-Britannique
- Trophée Schenley du meilleur joueur de ligne offensive :  Roger Aldag (en) (G), Roughriders de la Saskatchewan
- Trophée Schenley du meilleur Canadien : Joe Poplawski (en) (RÉ), Blue Bombers de Winnipeg
- Trophée Schenley de la meilleure recrue : Harold Hallman (en) (PD), Stampeders de Calgary